# Броди (Октябрський район)
Бро́ди (рос. Броды) — селище у складі Октябрського району Оренбурзької області, Росія.

## Населення
Населення — 416 осіб (2010; 488 у 2002).
Національний склад (станом на 2002 рік):
- росіяни — 59 %